# Úrvalsdeild kvenna 2016
La Úrvalsdeild kvenna 2016 (islandese: massima divisione femminile), indicata anche come Pepsi-deild kvenna 2016 per ragioni di sponsorizzazione, è stata la 45ª edizione della massima divisione del campionato islandese femminile di calcio. Il torneo è stato vinto dal Stjarnan per la quarta volta nella sua storia sportiva.

## Stagione

### Formula
Girone unico all'italiana con gare di andata/ritorno a specchio per un totale di 18 giornate. La prima classificata è campione d'Islanda ed è ammessa alla UEFA Women's Champions League 2017-2018. Le ultime due classificate sono retrocesse in 1. deild kvenna.

## Classifica finale
Classifica finale.
|                    | Pos. | Squadra          | Pt | G  | V  | N | P  | GF | GS | DR  |
| ------------------ | ---- | ---------------- | -- | -- | -- | - | -- | -- | -- | --- |
| Islanda (bandiera) | 1.   | Stjarnan         | 44 | 18 | 14 | 2 | 2  | 46 | 11 | +35 |
|                    | 2.   | Breiðablik       | 39 | 18 | 11 | 6 | 1  | 35 | 8  | +27 |
|                    | 3.   | Valur            | 39 | 18 | 12 | 3 | 3  | 38 | 17 | +21 |
|                    | 4.   | Þór/KA           | 33 | 18 | 9  | 6 | 3  | 38 | 21 | +17 |
|                    | 5.   | ÍBV Vestmannæyja | 31 | 18 | 10 | 1 | 7  | 34 | 23 | +11 |
|                    | 6.   | FH Hafnarfjarðar | 17 | 18 | 5  | 2 | 11 | 12 | 38 | -26 |
|                    | 7.   | KR Reykjavík     | 15 | 18 | 4  | 3 | 11 | 17 | 39 | −22 |
|                    | 8.   | Fylkir           | 14 | 18 | 3  | 5 | 10 | 14 | 35 | −21 |
|                    | 9.   | Selfoss          | 13 | 18 | 3  | 4 | 11 | 18 | 35 | −17 |
|                    | 10.  | ÍA Akranes       | 8  | 18 | 2  | 2 | 14 | 11 | 36 | −25 |

Legenda:
      Campione d'Islanda e ammesso in UEFA Women's Champions League 2017-2018.
      Retrocesso in 1. deild kvenna.
Note:
Tre punti a vittoria, uno a pareggio, zero a sconfitta.
A parità di punti:
- Squadre classificate con la differenza reti;
- Maggior numero di gol realizzati;
- Punti negli scontri diretti;
- Differenza reti negli scontri diretti;
- Maggior numero di gol realizzati in trasferta negli scontri diretti.

## Statistiche

### Classifica marcatrici
Classifica finale.
| Gol |  |  | Giocatore                     | Squadra          |
| --- |  |  | ----------------------------- | ---------------- |
| 20  |  |  | Harpa Þorsteinsdóttir         | Stjarnan         |
| 14  |  |  | Margrét Lára Viðarsdóttir     | Valur            |
| 12  |  |  | Berglind Björg Þorvaldsdóttir | Breiðablik       |
| 11  |  |  | Cloé Lacasse                  | ÍBV Vestmannæyja |
| 11  |  |  | Sandra Stephany Mayor         | Þór/KA           |